# Llengües uru-chipaya
Les llengües uru-chipaya són una família lingüística indígena de Bolívia de la que en sobreviuen dos idiomes estretament relacionats. El chipaya té prop de mil parlants i observa un ús vigorós en la seva comunitat nativa, mentre que per a l'any 2000 només quedaven dos parlants de l'uru, per la qual cosa es pot declarar llengua morta. Antigament al Perú es va parlar l'uru de chimú, una llengua presumiblement de la família uru-chiapaya.

## Classificació
S'ha proposat que podria aquestes llengües podrien tenir relació amb el quingnam del nord del Perú. No tenen cap llengua viva amb relació comprovada, encara que s'ha intentat trobar connexions amb les llengües arawak i les llengües maies. Stark (1972) va proposar una macrofamília maia–yunga–chipaya vinculant les llengües maies amb les Uru–Chipaya i el Yunga (Mochica).

## Llengües de la família
- Chipaya, Bolívia, (Oruro), 1.200 parlants el 1995,[2] 1.000 el 2004[3] y 1.500-3.000 en 2017.[4]
- Uru, també anomenat Uchumataqu o Uru d'Iru-Itu, Bolívia, (La Paz), 2 parlants en 2000.[5]
- Uru de Ch'imú, Perú (Puno), extint.
- Murato, Bolívia (Oruro), extint.

## Comparació lèxica

### Pronoms
A continuació es comparen els pronoms presonales de diverses llengües de la regió andina. Totes aquestes llengües distingeixen en la primera persona del plural una forma inclusiva (jo + tu + [uns altres]) i una forma exclusiva (jo + uns altres, però no tu). La forma dels pronoms no mostra un parentiu pròxim de les llengües uruchipaya amb la resta de famílies que es comparen:
| GLOSA                     | Puquina   | proto- Uru-chipaya          | proto- Quítxua | proto- Aimara |
| ------------------------- | --------- | --------------------------- | -------------- | ------------- |
| 1a persona singular       | nisi      | *wir-                       | *nuqa          | *naya         |
| 2a persona singular       | chuu      | *am(t)                      | *qam           | *huma         |
| 3a persona singular       | jiru      | *ni (masc) *am (fem)        | *pay           | *hupa         |
| 1a persona plural (incl.) | nisinchis | *ucum                       | *nuqanchis     | *hiwasa       |
| 1a persona plural (excl.) | nisiyku   | *ucum                       | *nuqayku       | *na(naka)     |
| 2a persona plural         | chuukuna  | *amcuk                      | *qamkuna       | *huma(naka)   |
| 3a persona plural         | jirukuna  | *ninaka (masc) *ninak (fem) | *paykuna       | *hupa(naka)   |

### Numerals
Els numerals comparats amb les mateixes famílies anteriors són:
| GLOSA | Chipaya           | Uru     | Puquina | PROTO- ARU | PROTO- QUÍTXUA |
| ----- | ----------------- | ------- | ------- | ---------- | -------------- |
| 1     | tsi               | ši      | pesk    | *maya      | *suk           |
| 2     | pišk              | piske   | so      | *paya      | *iškay         |
| 3     | čep               | čep     | kapak   |            | *kimsa         |
| 4     | paxpix < pax kpik | pácpic  | sper    | *pusi      | *çusku         |
| 5     | panoqu            | paanucu | takpa   |            | *pichqa        |
| 6     | paqčui            | pacchui | čiču    |            | *suqta         |
| 7     | thoqo             | tohoro  | stu     |            | *qançis        |
| 8     | qonqo             | cohonco | kino    |            | *pusaq         |
| 9     | śanqaw            | sankau  | čeka    |            | *isqun         |
| 10    | (tunka)           | kalo    | skata   |            | *çunka         |
Els termes entre parèntesis són préstecs lèxics d'alguna altra família lingüítica.